# Calvin de Haan
Pour les articles homonymes, voir de Haan.
Calvin de Haan (né le 9 mai 1991 à Ottawa, dans la province de l'Ontario au Canada) est un joueur professionnel canadien de hockey sur glace. Il évolue au poste de défenseur.

## Carrière de joueur
Après une première saison dans la Ligue de hockey de l'Ontario où il participa au Match des étoiles, il fut sélectionné par les Islanders de New York lors du repêchage de la Ligue nationale de hockey de 2009. Il participa aussi au Championnat du monde junior des moins de 18 ans avec le Canada, terminant à la 4e position. Il participe avec l'équipe LHO à la Super Serie Subway en 2009 et 2010.
Le 3 juillet 2018, il signe un contrat de 4 ans en tant qu'agent libre avec les Hurricanes de la Caroline.
Le 24 juin 2019, il est échangé aux Blackhawks de Chicago avec Aleksi Saarela en retour du gardien Anton Forsberg et du défenseur Gustav Forsling.
De 2022 à 2025, il joue successivement pour les Hurricanes de la Caroline, le Lightning de Tampa Bay et l'Avalanche du Colorado. Le 1er mars 2025, il est impliqué dans un échange à cinq joueurs entre les Rangers de New York et l'Avalanche.  Il prend la direction de la grosse pomme, accompagné de l'attaquant Juuso Pärssinen et de choix conditionnels de 2e et 4e tour en 2025. En retour, l'Avalanche obtient le défenseur Ryan Lindgren et l'attaquant Jimmy Vesey, les deux joueurs étant à leur dernière année de contrat. De plus, l'Avalanche acquiert les droits de l'espoir Hank Kempf.

## Statistiques

### En club
| Saison     | Équipe                     | Ligue      |     | Saison régulière | Saison régulière | Saison régulière | Saison régulière | Saison régulière |   | Séries éliminatoires | Séries éliminatoires | Séries éliminatoires | Séries éliminatoires | Séries éliminatoires |
| Saison     | Équipe                     | Ligue      | PJ  | B                | A                | Pts              | Pun              | PJ               | B | A                    | Pts                  | Pun                  |                      |                      |
| 2007-2008  | 73's de Kemptville         | CJHL       | 58  | 3                | 39               | 42               | 14               | -                | - | -                    | -                    | -                    |                      |                      |
| 2008-2009  | Generals d'Oshawa          | LHO        | 68  | 8                | 55               | 63               | 40               | -                | - | -                    | -                    | -                    |                      |                      |
| 2009-2010  | Generals d'Oshawa          | LHO        | 34  | 5                | 19               | 24               | 14               | -                | - | -                    | -                    | -                    |                      |                      |
| 2010-2011  | Generals d'Oshawa          | LHO        | 55  | 6                | 42               | 48               | 48               | 10               | 1 | 11                   | 12                   | 6                    |                      |                      |
| 2011-2012  | Sound Tigers de Bridgeport | LAH        | 56  | 2                | 14               | 16               | 24               | 3                | 0 | 2                    | 2                    | 2                    |                      |                      |
| 2011-2012  | Islanders de New York      | LNH        | 1   | 0                | 0                | 0                | 0                | -                | - | -                    | -                    | -                    |                      |                      |
| 2012-2013  | Sound Tigers de Bridgeport | LAH        | 3   | 0                | 2                | 2                | 4                | -                | - | -                    | -                    | -                    |                      |                      |
| 2013-2014  | Sound Tigers de Bridgeport | LAH        | 17  | 1                | 2                | 3                | 8                | -                | - | -                    | -                    | -                    |                      |                      |
| 2013-2014  | Islanders de New York      | LNH        | 51  | 3                | 13               | 16               | 30               | -                | - | -                    | -                    | -                    |                      |                      |
| 2014-2015  | Islanders de New York      | LNH        | 65  | 1                | 11               | 12               | 24               | 5                | 0 | 1                    | 1                    | 2                    |                      |                      |
| 2015-2016  | Islanders de New York      | LNH        | 72  | 2                | 14               | 16               | 20               | 11               | 0 | 2                    | 2                    | 2                    |                      |                      |
| 2016-2017  | Islanders de New York      | LNH        | 82  | 5                | 20               | 25               | 36               | -                | - | -                    | -                    | -                    |                      |                      |
| 2017-2018  | Islanders de New York      | LNH        | 33  | 1                | 11               | 12               | 8                | -                | - | -                    | -                    | -                    |                      |                      |
| 2018-2019  | Hurricanes de la Caroline  | LNH        | 74  | 1                | 13               | 14               | 20               | 12               | 1 | 0                    | 1                    | 2                    |                      |                      |
| 2019-2020  | Blackhawks de Chicago      | LNH        | 29  | 1                | 5                | 6                | 10               | 9                | 0 | 1                    | 1                    | 0                    |                      |                      |
| 2020-2021  | Blackhawks de Chicago      | LNH        | 44  | 1                | 9                | 10               | 14               | -                | - | -                    | -                    | -                    |                      |                      |
| 2021-2022  | Blackhawks de Chicago      | LNH        | 69  | 4                | 4                | 8                | 33               | -                | - | -                    | -                    | -                    |                      |                      |
| 2022-2023  | Hurricanes de la Caroline  | LNH        | 53  | 2                | 10               | 12               | 20               | -                | - | -                    | -                    | -                    |                      |                      |
| 2023-2024  | Lightning de Tampa Bay     | LNH        | 59  | 3                | 7                | 10               | 22               | 1                | 0 | 0                    | 0                    | 0                    |                      |                      |
| 2024-2025  | Avalanche du Colorado      | LNH        | 44  | 0                | 7                | 7                | 10               | -                | - | -                    | -                    | -                    |                      |                      |
| Totaux LNH | Totaux LNH                 | Totaux LNH | 676 | 24               | 124              | 148              | 247              | 38               | 1 | 4                    | 5                    | 6                    |                      |                      |

### En équipe nationale
| Année | Équipe         | Compétition                         |    | PJ | B | A | Pts | Pun               |  | Résultats |
| 2009  | Canada -18 ans | Championnat du monde junior -18 ans | 6  | 0  | 6 | 6 | 0   | 4e position       |  |           |
| 2010  | Canada junior  | Championnat du monde junior         | 4  | 0  | 1 | 1 | 0   | Médaille d'argent |  |           |
| 2011  | Canada junior  | Championnat du monde junior         | 6  | 0  | 5 | 5 | 4   | Médaille d'argent |  |           |
| 2017  | Canada         | Championnat du monde                | 10 | 0  | 1 | 1 | 8   | Médaille d'argent |  |           |

## Trophées et honneurs personnels

### Ligue de hockey de l'Ontario
- 2008-2009 : participe au Match des étoiles